# 金在成
金在成（1983年10月3日—），韩国足球运动员，现效力于K联赛球队浦项制铁，他是韩国国家队的成员。

## 俱乐部生涯
2005年，金在成在富川SK（济州联的前身）开始职业足球生涯。2008年他转会至浦项制铁，并随队获得2009年亚足联冠军联赛冠军。

## 国家队生涯
2010年1月9日，金在成在和赞比亚的比赛中第一次代表国家队出场，1月22日，他在和拉脱维亚的友谊赛中打进全场唯一一个进球，这也是他首个国家队进球。

## 荣誉
- 浦项制铁
  - 亚足联冠军联赛冠军：2009
  - 韩国足协杯冠军：2008
  - 韩国联赛杯冠军：2009